# Banchang
Banchang (kinesiska: 板场, 板场坝) är en köping i Kina. Den ligger i provinsen Guizhou, i den sydvästra delen av landet, omkring 260 kilometer nordost om provinshuvudstaden Guiyang. Antalet invånare är 24 591. Befolkningen består av 12 370 kvinnor och 12 221 män. Barn under 15 år utgör 39 %, vuxna 15-64 år 51 %, och äldre över 65 år 9,0 %.